# Адрианополис в Пафлагонии

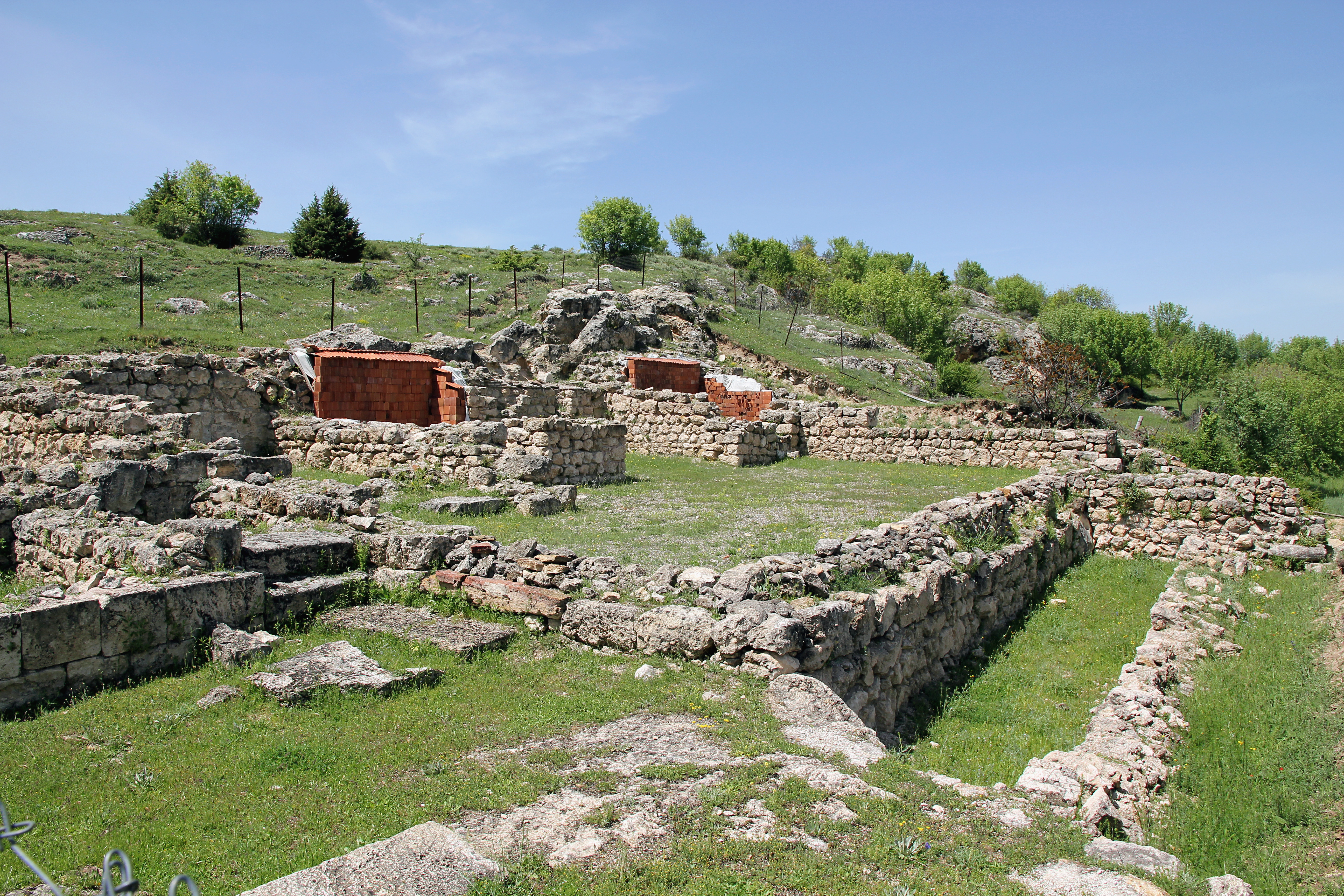
Руины города в наши дни

Адрианополис в Пафлагонии (древнегреч. Ἁδριανούπολις ἑν Παφλαγονία) — это город, который располагался на юго-западе Пафлагонии, Малая Азия (современная Турция), примерно в 3 км к западу от современного Эскипазара. Он был заселен по крайней мере с 1-го века до нашей эры до 8-го века нашей эры. Он был назван в честь римского императора Адриана во 2 веке нашей эры. Город также носил названия Кесария или Кайсария (Καισάρεια) and Просейлеммене.

## История
На месте Адрианополиса поселения существовали в позднем эллинистическом, римском и раннем византийском периодах.
Когда император Феодосий I (347—395) объединил части Пафлагонии и Вифинии в новую провинцию под названием Гонория, Адрианополь стал известен как Адрианополис в Гонориаде, под именем которого древний епископский престол известен в списке ныне титульных престолов, включенных в Annuario Pontificio .

Он известен как место рождения святых Алипия Столпника и Стилиана Пафлагонского.